# Melitaea araratica
Melitaea araratica är en fjärilsart som beskrevs av Otto Staudinger 1901. Melitaea araratica ingår i släktet Melitaea och familjen praktfjärilar. Inga underarter finns listade i Catalogue of Life.